# Dénes Nagy
Dénes Nagy (ur. 1980 w Budapeszcie) – węgierski reżyser i scenarzysta filmowy. 

## Życiorys
W 2009 ukończył studia reżyserskie na Uniwersytecie Sztuk Teatralnych i Filmowych w Budapeszcie. Przez rok kształcił się również na Deutsche Film- und Fernsehakademie w Berlinie. 
Autor kilku filmów krótkometrażowych i dokumentalnych. Jego fabularny debiut, dramat wojenny W świetle dnia (2021), przyniósł mu Srebrnego Niedźwiedzia za najlepszą reżyserię na 71. MFF w Berlinie.